# Vlag van Nieuweschoot

Vlag van Nieuweschoot

De vlag van Nieuweschoot is de dorpsvlag van het Nederlandse dorp Nieuweschoot, in de Friese gemeente Heerenveen. De vlag werd in 2006 aangenomen en 2007 geregistreerd. Het ontwerp van de vlag is van de hand van Rudolf J. Broersma.

## Beschrijving
De beschrijving van de vlag is als volgt:
In geel een groene broekingsdriehoek, van de broekzijde langer gemaakt met 1/5 vlaglengte en de punt op 4/5 vlaglengte, de driehoek belegd met een witte klaver met een hoogte gelijk aan 1/2 vlaghoogte en geplaatst op 1/5 van de vlaglengte, aansluitend op de groene driehoek een rode zoom, reikend tot op de vluchtzijde.
De kleuren zijn afkomstig van het dorpswapen.

## Symboliek
- Groene punt: beeldt het deel "schoot" van de plaatsnaam uit. Dit betekent namelijk "vooruit springend stuk land".[3]
- Geel veld: verwijst naar de zandgrond waar het dorp op gelegen is.[3]
- Klaverblad: symbool voor het agrarische karakter van het dorp. Het duidt op het grasland en de veefokkerij.[3]
- Rode keper: verwijst naar de lintvormige dorpsvorm.[2]

## Zie ook

Wapen van Nieuweschoot